# Satisfaktionslehre
Die Satisfaktionslehre ist eine Sühnetheorie in der westlichen christlichen Theologie, die besagt, dass Jesus Christus die Menschheit dadurch erlöst habe, dass er für den Ungehorsam der Menschen durch seinen eigenen Gehorsam im Tod am Kreuz Genugtuung (Satisfaktion) geleistet habe. Sie steht damit neben anderen Deutungsversuchen des Kreuzestodes Jesu im Neuen Testament und der Theologiegeschichte.

## Biblische Grundlegung
Die Satisfaktionslehre arbeitet mit biblischen Motiven aus dem Neuen Testament und den dortigen Versuchen, den Sinn des Kreuzes Jesu theologisch zu fassen.
„Musste nicht der Christus dies erleiden?“ (Lk 24,26 ) fragt nach Lukas schon am Osterabend der Auferstandene die Emmausjünger. Im Markusevangelium wird das als Erlösung dargestellt, wie ein Sklave durch Lösegeld freigekauft und Israel aus der Hand des Pharao befreit wird (Mk 10,45 ). In den Abendmahlsberichten z. B. bei Matthäus wird der Tod Jesu in Kategorien des jüdischen Sühnekultes als Ausgießung des erlösenden Blutes des Bundes für die Vielen verstanden (Mt 26,28 ). Hier setzte auch Paulus an, wenn er an die römischen Christen schreibt, sie würden ohne Verdienst gerecht durch die Erlösung in Christus Jesus, „den hat Gott für den Glauben hingestellt zur Sühne in seinem Blut zum Erweis seiner Gerechtigkeit, indem er die Sünden vergibt, die früher begangen wurden“ (Röm 3,25 ); in anderen Paulusbriefen und vor allem im Hebräerbrief wird diese Theologie fortgeführt.

## Lateinische Patristik
Damit sind wichtige Bausteine für die spätere Satisfaktionslehre biblisch grundgelegt, die Notwendigkeit des Kreuzestodes und dessen Deutung als Sühne.
Erste Ansätze zu einer ausgebauten Soteriologie („was Jesus eigentlich getan habe und wie die Wirkung seiner Tat uns zukomme“) mit Ansätzen zu einer Satisfaktionslehre finden sich dann bei den lateinischen Kirchenvätern, etwa bei Tertullian, Cyprian, Hilarius und Ambrosius.

## Anselm von Canterbury
Die wirkungsgeschichtlich bedeutendste Formulierung einer expliziten Satisfaktionslehre entwickelte Anselm von Canterbury (1033–1109 n. Chr.) in seinem Werk Cur deus homo. („Warum Gott Mensch wurde“, 1094). Sein Anliegen war, das Kreuzesopfer als vor der Vernunft notwendig zu erweisen und so zu begründen, warum die Inkarnation geschehen musste, wollte Gott den Menschen aus Sünde und Tod befreien. Daher geht Anselm methodisch die Frage an, „als ob man von Christus nichts wüsste“ (remoto Christo), auch wenn die Existenz Gottes als fraglos vorausgesetzt wird. Als Gesprächspartner hat man sich daher vielleicht Muslime oder Juden vorzustellen, die in Menschwerdung und Kreuz einen Widerspruch zur Erhabenheit Gottes sehen.
Joseph Ratzinger fasst Anselms Ansatz zusammen:

„So geschieht die Erlösung ganz aus Gnade und zugleich ganz als Herstellung des Rechts. Durch die Sünde des Menschen, die sich gegen Gott richtete, wurde die Ordnung der Gerechtigkeit unendlich verletzt, Gott unendlich beleidigt. (...) Da Gott der Unendliche ist, hat auch die Beleidigung, die ihm von der Menschheit in der Sünde zugefügt wurde, unendliches Gewicht. Das solchermaßen verletzte Recht muss wiederhergestellt werden, weil Gott ein Gott der Ordnung und der Gerechtigkeit, ja, die Gerechtigkeit selber ist. Entsprechend dem Maß der Beleidigung ist aber eine unendliche Wiedergutmachung nötig. Dazu ist der Mensch jedoch nicht imstande. (...) Anselms Antwort lautet: Gott selber bereinigt das Unrecht, aber nicht (wie er es könnte) in einer einfachen Amnestie, die das Geschehene doch nicht von innen her überwinden kann, sondern dadurch, dass der Unendliche selbst Mensch wird und dann als Mensch, (...) die erforderte Sühne leistet. So geschieht die Erlösung ganz aus Gnade und zugleich ganz als Herstellung des Rechts.“

Nicht um Gottes, sondern der Menschen Willen geschieht diese Sühnung. In der Alternative, dass Gott doch in seiner Barmherzigkeit einfach die Schuld ausstreichen könnte, sieht Anselm einen Verstoß gegen eine von der Liebe getragene Gerechtigkeit Gottes, denn dann würden Unrechtstäter und Gerechte, Täter und Opfer einander gleichgestellt.
Anselm leistet damit den Versuch der Inkulturation des biblischen und antiken Denkens in Formen fränkisch-germanischer Rechtsvorstellungen:
- das Gehorsams- und Ehrverständnis in Lehnsverhältnissen (Der Mensch ist Gott Gehorsam schuldig und hat ihm dies in der Sünde verwehrt und dadurch die Ehre Gottes verletzt),
- die Notwendigkeit der Sühnung von „Beleidigung“ im Sinne von Verletzung und Wiederherstellung der sozialen Ordnung,
- die direkte Proportionalität der Größe einer Beleidigung zur Bedeutung der beleidigten Person (Es hat andere Folgen, wenn ein Bettler als wenn ein König beleidigt wird).[8][9]

Gegen Kritiker im 20. Jahrhundert, Anselm habe sich Gott wie einen „beleidigten Potentaten“ vorgestellt, ist auf den kulturell-historischen Bezugsrahmen im 11. Jahrhundert hinzuweisen: „Beleidigung“ beschreibt hier keinen Gemütszustand, sondern eine Verletzung der („sozialen“) Gerechtigkeit. Auch für Anselm ist zweifelsfrei, dass die Erlösung die größere Liebe Gottes zu uns offenbart hat. Er schreibt: „Es wäre ja verwunderlich, wenn Gott sich so sehr am Blut eines Unschuldigen ergötzte oder seiner bedürfte, dass er nur nach dessen Tötung dem Schuldigen verzeihen wollte oder könnte“ (Cur Deus Homo, Buch 1, Nr. 10).

## Protestantische Theologie
Besondere Nachwirkung hat die Satisfaktionstheorie in der evangelischen Theologie, vor allem in calvinistischer Tradition. Hier wurde und wird in ihr der zentrale Kern des Christentums gesehen, da sie darstelle, wie der Mensch zum Heil gelange.
Der US-amerikanische evangelikale Theologe Timothy Keller hält an dem Anliegen der Satisfaktionstheorie fest, die Notwendigkeit des Kreuzes aufzuweisen, knüpft aber statt an der Beleidigung Gottes an einem Verständnis von Vergebung an, wonach diese „bedeutet, die Kosten nicht dem Übeltäter aufzubürden, sondern sie selber zu tragen“. Mit Verweis auf Dietrich Bonhoeffer schreibt er: „Am Kreuz hat Gott sichtbar und für die ganze Welt das getan, was jeder Mensch tun muss, um jemandem zu vergeben, wenn auch in einem unendlich größeren Maßstab“, er habe in Christus selbst die zu leistenden Kosten getragen. War bei Anselm die Unleistbarkeit, Schuld dieser Größe zu tragen, mit der Größe Gottes begründet, so argumentiert Keller sozusagen persönlicher und in Anschluss an Søren Kierkegaard, die je eigene Sünde sei „zu groß, als dass ich mich je durch eigene Anstrengungen erlösen könnte“. Denn Sünde sei „nicht zu allererst, dass wir Dinge tun, die an sich böse sind, sondern dass wir an sich gute Dinge zu höchsten Dingen erheben“ – und damit anderes an Gottes Stelle setzten. So erhält auch bei Keller die Sünde und damit die dafür notwendige Vergebung ganz wie bei Anselm ihr Maß an Gott und wird Gott durch die Verwechslung mit Irdischem gleichsam doch „beleidigt“. Die Sünde und die im Kreuz geschehene Vergebung in demütiger Dankbarkeit anzunehmen ist für Keller dann der Beginn einer sich im persönlichen Leben ausprägenden Erlösung.
Karl Barths Bestreben ist es, die Lehre von der Erlösung am Kreuz aus ihrer juristischen Engführung zu lösen. Barths Konzept der Versöhnung ist personal ausgerichtet und nicht von einem Rechtsprinzip her zu denken. Im Kreuz Jesu nehme Gott in Christus das Gericht selbst auf sich, wobei er selbst nicht als Empfänger einer Leistung betrachtet werden könne, die seinen Zorn besänftigen würde. Die Versöhnung erfolgt durch Gott für den Menschen und durch den Menschen für Gott. Der Akt der Versöhnung stelle die Erfüllung des Bundes dar. Die Versöhnung, die am Kreuz erfolgt ist, gelte universal. Barth legt großen Wert auf die Objektivität des Geschehens. Die Aneignung im Glauben sei demgegenüber sekundär.
Der Neutestamentler Klaus Berger geht in eine ähnliche Richtung, wenn er zwar einerseits die anselmische Lehre für heute nicht mehr geeignet hält, andererseits aber darauf hinweist, wie wichtig es ist, dass Anselm mit seinem Ansatz eine objektive Dimension betont hat.

„Jedoch hat Anselm mit der Dimension der »Ehre Gottes« schon (oder: noch) etwas im Blick, das weder nur subjektiv noch einfach objektiv als Gegebenheit feststellbar ist, also eine soziale Dimension und eine Kategorie der »Beziehung«. Man sollte es sich daher – trotz der erkennbar »germanischen« Orientierung Anselms – nicht zu leicht mit ihm machen. Denn anders als beim zeitgenössischen Psychologisieren geht es ihm nicht um subjektive »Beleidigungen« Gottes im Sinne unserer volkssprachlichen »beleidigten Leberwurst«. »Ehre« war zumindest für germanische Vorstellungen etwas Heiliges und etwas nicht nur Subjektives.“

In der neueren, vor allem lutherischen evangelischen Theologie hingegen wird die Satisfaktionslehre eher relativiert oder gar als eine Fehlinterpretation der Bibel abgelehnt, da das zugrunde liegende Rechtsverständnis für das heutige Verständnis ungeeignet sei.

## Römisch-katholische Theologie
In der westlichen katholischen Theologie (Scholastik und Neuscholastik) hat sich auch in der Neuzeit die durch die Satisfaktionslehre begünstigte Trennung und Verselbständigung von Christologie und Soteriologie bemerkbar gemacht und wurde bis zur Mitte des 20. Jahrhunderts Anselms Ansatz im Rahmen von immer stärker ausgearbeiteten Traktaten zur Soteriologie fortgeführt.
Joseph Ratzinger würdigt zwar, „dass in dieser Theorie entscheidende biblische und menschliche Einsichten eingefangen sind“. Vor allem habe Anselm den biblischen Ansatz bewahrt, dass Gott den Gläubigen zum Sein für andere berufe. Es bleibe aber, „dass das perfekt logisierte göttlich-menschliche Rechtssystem, das Anselm aufgerichtet hat, die Perspektiven verzerrt und mit seiner ehernen Logik das Gottesbild in ein unheimliches Licht tauchen kann“. Nur in der Polarität von Christologie und Soteriologie, Inkarnation und Erlösung könne die Heilsbedeutung des Kreuzes verstanden werden. Konkret führt Ratzinger das anhand des Zitates aus den Abschiedsreden Jesu bei Johannes aus: „Wenn ich von der Erde erhöht sein werde, werde ich alle an mich ziehen“. Es sei eben das radikale „für andere“ des Gottessohnes am Kreuz der Evolutionssprung (Pierre Teilhard de Chardin), der allen Menschen die Einheit in Christus eröffne. Bei Anselm fehle diese Konsequenz, dass das Kreuz Christi als des neuen Adam ein für den Menschen sei, der damit aus seiner Isolation befreit werde.
Karl Rahner versuchte die Satisfaktionslehre aus ihrer Isolation herauszulösen, indem er betont, dass schon im Verständnis der Freiheit des Menschen deutlich werden müsse, dass mit der Annahme des Menschseins in Christus die „Natur“ des Menschen bereits angenommen ist und „die Inkarnation selbst also schon eine göttliche Bewegung auf die Welt zu ist, die in dem Ereignis des Todes und der Auferstehung selber erst zu ihrem vollen Wesen kommt (vgl. Jo 3, 17; 1 Tim 11, 15)“.
Hans Küng lobt in Christ sein zwar die „formale Klarheit, juristische Konsequenz und systematische Geschlossenheit“ der anselmischen Satisfaktionslehre, kritisiert sie letztlich aber als eine „Verfremdung der biblischen Botschaft“. Er meint: „Der Mensch muss versöhnt werden, nicht Gott. [..], nicht indem ein persönlicher Groll Gottes, sondern indem jene reale Feindschaft zwischen Mensch und Gott beseitigt wird, die nicht aus einer Erb-Sünde, sondern aus aktueller persönlicher Schuld und dem allgemeinen Schuldverhängnis entsteht.“